# Vardimissa
Vardimissa (łac. Diocesis Vardimissensis) – stolica historycznej diecezji we Cesarstwie rzymskim w prowincji Mauretania Cezarensis, zlikwidowana w VII w. podczas ekspansji islamskiej, współcześnie w północnej Algierii. Obecnie katolickie biskupstwo tytularne. 

## Biskupi tytularni
| Lp. | Biskup                   | Funkcja                                                   | Od                  | Do               |
| --- | ------------------------ | --------------------------------------------------------- | ------------------- | ---------------- |
| 1   | José Freire Falcão       | biskup koadiutor Limoeiro do Norte (Brazylia)             | 24 kwietnia 1967    | 19 sierpnia 1967 |
| 2   | Bruno-Augustin Hippel    | emerytowany biskup Oudtshoorn (Południowa Afryka)         | 2 października 1968 | 7 listopada 1970 |
| 3   | Alano Maria Pena         | biskup pomocniczy Belém do Pará (Brazylia)                | 7 kwietnia 1975     | 26 maja 1978     |
| 4   | Alfredo Ernest Novak     | biskup pomocniczy São Paulo (Brazylia)                    | 19 kwietnia 1979    | 15 marca 1989    |
| 5   | Jan Martyniak            | biskup pomocniczy przemysko-warszawski                    | 20 lipca 1989       | 16 stycznia 1991 |
| 6   | Diómedes Espinal de León | biskup pomocniczy Santiago de los Caballeros (Dominikana) | 20 kwietnia 2000    | 24 maja 2006     |
| 7   | Mosè Marcia              | biskup pomocniczy Cagliari (Włochy)                       | 3 czerwca 2006      | 21 kwietnia 2011 |
| 8   | Alejandro Benna          | biskup pomocniczy Comodoro Rivadavia (Argentyna)          | 28 listopada 2017   | 9 lipca 2021     |